# 磯谷孝
磯谷 孝（いそや たかし、1939年 - ）は、日本のロシア文学者・ロシア文化記号論者。専門は、ロシア文学理論・文化記号論・ロシア言語学・ソビエト言語学。東京外国語大学名誉教授。

## 略歴
東京生まれ。1963年東京外国語大学外国語学部ロシヤ語学科卒業、同年4月に同副手、1966年に東京外国語大学外国語学部助手、1970年に同講師、1973年に同助教授、1983年4月より同教授。2004年3月、東京外国語大学定年退官、名誉教授。

## 著書
- 『ロシア語作文教程』（三省堂）　1973
- 『翻訳と文化の記号論 文化落差のコミュニケーション』（勁草書房） 1980

### 編書
- 『演習ロシア語動詞の体』（編著、吾妻書房） 1977
- 『講座・記号論 1 - 言語学から記号論へ』（川本茂雄, 田島節夫, 坂本百大, 川野洋との共編、勁草書房） 1982
- 『講座・記号論 2 - 記号を哲学する』（共編、勁草書房） 1982
- 『講座・記号論 3 - 記号としての芸術』（共編、勁草書房） 1982
- 『講座・記号論 4 - 日常と行動の記号論』（共編、勁草書房） 1982
- 『研究社露和辞典』（東郷正延, 染谷茂, 石山正三との共編、研究社） 1988
- 『記号学大事典』（坂本百大, 川野洋, 太田幸夫との共編、柏書房） 2002

## 翻訳
- 『ロシア・フォルマリズム論集 詩的言語の分析』（新谷敬三郎共編訳、現代思潮社、ロシア群書） 1971
- 『ノーベル賞物語』[1]（主婦の友社、ノーベル賞文学全集 別巻） 1972
- 『体の用法 ロシア語動詞』（オー・ペー・ラスードヴァ、訳編、吾妻書房） 1975
- 『詩的言語学入門 言葉の意味と情報性』（I・R・ガリペリン、研究社） 1978
- 『文学理論と構造主義 テキストへの記号論的アプローチ』（ユーリー M・ロトマン、勁草書房） 1978
- 『ミハイル・バフチン著作集1　フロイト主義・生活の言葉と詩の言葉』（斎藤俊雄共訳、新時代社） 1979
- 『文学と文化記号論』（Yu・ロトマン編訳、岩波書店・岩波現代選書） 1979
- 『文字学の現在』（A・コンドラートフ、石井哲士朗共訳、勁草書房） 1979
- 『記号論入門』（Yu・S・スチェパーノフ、藤本隆共訳　勁草書房）　1980
- 『記号論と主体の思想 バルト・ラカン・デリダ・クリステヴァなど』（R・カワード / J・エリス、誠信書房、言語・思想叢書） 1983
- 『ミハイル・バフチン全著作 第2巻　一九二〇年代後半のバフチン・サークルの著作 1』（佐々木寛共訳、水声社） 2005